# Аксельрод, Николай Ильич
Николай Ильич Аксельро́д (18 ноября 1945, Ленинград — 31 мая 2011, Прага) — русский поэт, прозаик, драматург. Представитель ленинградского андеграунда. Творческий псевдоним — А. Ник.

## Биография
Родился в Ленинграде в 1945 году в семье партийных служащих Ильи Львовича и Зои Николаевны Аксельрод. Старший брат — педагог-методист Владимир Аксельрод. Двоюродный брат — поэт и художник Борис Михайлович Аксельрод.
В детстве перенёс полиомиелит, после чего хромал, был вынужден пользоваться ортопедическим аппаратом.
Окончил школу рабочей молодежи. Учился в фотоучилище, где подружился с Борисом Кудряковым, впоследствии известным как Гран-Борис. В 1960-е годы начал заниматься литературой, вошёл в круг поэтов Малой Садовой, затем, в 60—70-е годы — в художественную группу хеленуктов. Участник ленинградских Рок-кафе «Сайгон» и Джаз-клуба. Как большинство представителей неофициального искусства СССР, на жизнь зарабатывал на нестатусных службах: занимался ремонтом фототехники, работал сторожем. Произведения Аксельрода, за исключением трёх миниатюр, напечатанных в 1972 году журналом «Аврора», в советский период публиковались только в самиздате.
В 1973 году вступил в брак с гражданкой ЧССР (жена — Зденка Бурешова) и эмигрировал в Чехословакию. В браке родились две дочери, Катя и Лиза. Семья жила в Праге, в квартале Страшнице. В начале 80-х брак распался.
В эмиграции Аксельрод продолжил литературную деятельность. Выпускал самиздатский журнал «MuNk» (на чешском языке). С середины 80-х годов стал графиком-абстракционистом, в Праге было организовано несколько его персональных выставок.
В последние годы жизни Аксельрод страдал онкологическим заболеванием (рак горла), существовал на пенсию по инвалидности. После операции на горле потерял голос, мог общаться только посредством записок. Умер в возрасте 65 лет после перенесённого инсульта. Похоронен на Ольшанском кладбище.

## Творчество
Творческое наследие Николая Аксельрода составляют как поэтические, так и прозаические произведения, в том числе — дзуйхицу. Большую часть своих текстов А. Ник объединял в циклы или книги.
Циклы
- Лицо (1970—1971).
- Спина (1971—1974).
- Сто писем к В. Э. (1971—1973).
- Три старые пьесы (1972).
- Сто листов к Дм. Б., или Смерть красивого татарина (1972—1974).
- Первая. Книга. Стихов (М., 1974).
- Письма-проекты к... (1974—1977).
- Описание лета (1975).
- Грузинская Тетрадь (1975—1979).
- «И снова осень...» (1981).
- Родственники (1974—).
- Сон о Фелмори (1975—).
- Пустые предметы (1978—1984).

В постсоветский период опубликованы многочисленные подборки в журналах «Зинзивер», «Футурум АРТ», «Крещатик», «Черновик», «Новое литературное обозрение». При жизни писателя была издана одна книга стихотворений — «Будильник времени» (2008). В первом и пока единственном посмертном сборнике «Раскол слов» представлены как поэтические, так и графические работы А. Ника.
Основной корпус текстов Аксельрода не издан.

## Книги
- А. Ник. Будильник времени: Стихи. — СПб.: Издатель Виктор Немтинов, 2008.
- А. Ник. Раскол слов. — Мадрид: Ediciones del Hebreo Errante, 2012.
- Трансфуристы: Избранные тексты Ры Никоновой, Сергея Сигея, А. Ника, Б. Констриктора / Сост. П. Казарновского, послесл. Б. Констриктора. М.: Гилея, 2016.